# Paul Attwood
Paul Attwood (n. 13 decembrie 1969, Buckingham, Anglia, Regatul Unit) este un bober ce a reprezentat Regatul Unit al Marii Britanii și al Irlandei de Nord, medaliat olimpic. A participat la două ediții ale Jocurilor Olimpice (1998, 2002) în care a câștigat o medalie de bronz.